# 1956年コルチナ・ダンペッツオオリンピックのノルディック複合競技
1956年コルチナ・ダンペッツオオリンピックのノルディック複合競技（1956ねんコルチナ・ダンペッツオオリンピックのノルディックふくごうきょうぎ）は1956年1月29日、1月31日に行われた。

## 競技の結果

### 個人P70/15km
- 本大会からクロスカントリースキーの距離が15kmに短縮された。
- 前半ジャンプ1956年1月29日14:30～
- 後半クロスカントリー1956年1月31日9:00～

| 順位 | 国・地域     | 氏名                                 | 記録                      |
| ---- | ------------ | ------------------------------------ | ------------------------- |
| 金   | ノルウェー   | スヴェレ・ステネルセン               | 455.000（JP2位、CC1位）   |
| 銀   | スウェーデン | ベンクト・エリクソン                 | 437.400（JP3位、CC15位）  |
| 銅   | ポーランド   | フランチシェック・ガシエニカ・グロン | 436.800（JP10位、CC7位）  |
| 4    | フィンランド | パーヴォ・コルホネン                 | 435.597（JP17位、CC2位）  |
| 5    | ノルウェー   | アルネ・バルハウゲン                 | 435.581（JP15位、CC3位）  |
| 6    | ノルウェー   | トルモト・クヌートセン               | 435.000（JP10位、CC9位）  |
| 7    | ソビエト連邦 | ニコライ・グサコフ                   | 432.300（JP14位、CC8位）  |
| 8    | イタリア     | アルフレッド・プルッカー             | 431.100（JP12位、CC10位） |
| 9    | フィンランド | エーティ・ニエミネン                 | 430.400（JP8位、CC14位）  |
| 10   | ソビエト連邦 | レオニド・フョードロフ               | 427.548（JP17位、CC15位） |